# Sergio Carrà
Sergio Carrà (Milano, 4 maggio 1929) è un chimico e fisico italiano.

## Biografia
Laureatosi in chimica industriale nel 1953 all'Università degli Studi di Milano, allievo di Massimo Simonetta e Giulio Natta, ordinario di chimica fisica dal 1968, ha insegnato questa disciplina in diverse università italiane (fra cui quella di Messina e di Bologna) e, dal 1972, è stato titolare della cattedra di termodinamica applicata all'ingegneria chimica al Politecnico di Milano, dove ha ricoperto diversi ruoli dirigenziali e di ricerca. Nel 2005 è stato nominato professore emerito.
Coautore di diversi brevetti italiani e stranieri, ha anche svolto attività di studio e di ricerca presso il Theoretical Chemistry Institute dell'Università del Wisconsin e presso il Chemical Engineering Department dell'Università di Notre Dame.
Nel 2015 ha ricevuto la laurea honoris causa in Ingegneria chimica da parte dell'Università degli Studi di Genova. Ha inoltre ricevuto il Diploma di Dottore honoris causa in fisica dall'Università Blaise Pascal.
Nel 1991, per i suoi meriti di studioso, ha ricevuto dall'Accademia dei Lincei il Premio Feltrinelli.
Socio nazionale dell'Accademia dei Lincei (dal 1987) e dell'Accademia Europea, è uno dei maggiori esperti internazionali di chimica fisica applicata, con particolare riguardo alla termodinamica, alla teoria dei processi chimici (catalisi, cinetica chimica, reattività) e alla chimica dei materiali.
Autore di oltre 350 pubblicazioni scientifiche, tra le sue opere si ricordano Operazioni di trasferimento di massa: principi chimico-fisici ed applicazioni (1969, con Vittorio Ragaini e Luciano Zanderighi), Introduzione alla termodinamica chimica (1972), Struttura e stabilità (1978), Chimica Fisica Applicata (1983, con Massimo Morbidelli), La formazione delle strutture (1989), Termodinamica: aspetti recenti e applicazioni alla chimica e all'ingegneria (1990), Le fonti di energia (2008), Sviluppo e necessità (2012), Ricerca scientifica e tecnologia (2013), Stepping Stones to Synthetic Biology (2018).